# Naučná stezka Terasy Ještědu
Naučná stezka Terasy Ještědu byla vytvořena Jizersko-ještědským horským spolkem v říjnu 2001 na svazích hory Ještěd v okrese Liberec.

## Popis trasy
Délka okruhu je 10 km. Začíná i končí v horském Tetřevím sedle – lokalita Výpřež u autobusové zastávky. Na okruhu je 12 zastavení s informačními tabulemi o geologii, geomorfologii, Ještědu, jeho lanovce a rekreačních zařízení. Podstatná část okruhu je součást přírodní památky Terasy Ještědu a vede i k vrcholu hory. Z trasy je několik krátkých odboček k zajímavým místům.